# 제2공격비행단 이멜만
제2공격비행단 이멜만(Schlachtgeschwader 2 „Immelmann“; SG 2)은 제2차 세계대전 당시 독일 국방군 공군의 급강하폭격기 비행단 중 하나다. 융커스 Ju 87, 속칭 "슈투카"를 주무기로 사용했다. 스탈린그라드, 코카서스 등 동부전선의 남부지역에서 주로 활동했다.
1943년 10월 18일, 제2급강하폭격비행단 이멜만(StG 2)을 전신으로 편성되었고, 전신과 마찬가지로 푸르 르 메리트 훈장을 최초로 수훈한 비행사 막스 이멜만의 이름을 붙였다. SG 2 제1비행집단은 StG 2 제1비행집단을, SG 2 제2비행집단은 제1공격비행단(SG 1) 제2비행집단을, SG 2 제3비행집단은 StG 2 제2비행집단을 재편해서 만들었다.
1944년 포케불프 Fw 190을 장비한 단 둘 뿐인 부대 중 하나로서 크림반도 전역에 참여했다. 이때 소련 항공기 247대를 파괴했다. 1944년 5월, 손상이 극심한 제2비행집단은 루마니아로 후퇴했다. 1945년 4월이 되면 비행단 본부와 제2비행집단은 보헤미아 북부의 쿠메르에 소재했고, 제1비행집단은 오스트리아, 제3비행집단은 프라하에 있었다.
전쟁 말엽 비행단 지도부를 비롯한 몇몇 조종사들은 기수를 서쪽으로 돌려 미군에게 항복했다.

## 역대 비행단장
- 중령 한스카를 슈테프: 1943년 10월 18일-1944년 9월 30일
- 중령 한스울리히 루델: 1944년 10월 1일-1945년 2월 8일
- 소령 프리드리히 랑 (권한대행): 1945년 2월 9일-1945년 3월 13일
- 중령 쿠르트 쿨마이 (권한대행): 1945년 3월 14일-1945년 4월 20일
- 대령 한스울리히 루델: 1945년 4월 21일-1945년 5월 8일